# Фердинанд Клаћик
Фердинанд Фердо Клаћик (svk. Ferdinand Klátik; Стара Пазова, 3. фебруар 1895 — Стара Пазова, 9. јул 1944) био је словачки учитељ, публициста и уредник часописа за децу Зорничка. 

## Биографија
Основну школу завршио је у родном месту, нижу гимназију у Земуну а Учитељски завод у Осијеку. По завршетку школовања радио је као учитељ у Тординцима и Љуби а 1914. године враћа се у Стару Пазову. 
Када је почео Први светски рат пребегао је у Русију како би учествовао у формирању Чехословачке легије, где је деловао као представник Народног већа. Када је основан источни логор за Словаке, којих је тамо било око 5.000, био је задужен да подучава сународнике. Сарађивао је са истакнутим словачким писцима у часопису Slovenské hlasy (Словачки гласови) који је уређивао Грегор Тајовски а тамо је саставио Културни земљопис Ораве и Липтова. 
Након дугогодишњег путовања по Русији одлази у новоосновану Чехословачку републику где није био прихваћен зато што је био странац. Поново се враћа у Стару Пазову, почиње да ради у школи и посветио се народнообразовном раду а нарочито развоју школства. Залагао се за то да словачки учитељи организују стална учитељска саветовања. Клаћик је аутор Буквара за I разред чехословачких народних основних школа у Краљевини СХС који је изашао 1928. године у Бачком Петровцу, а такође је био најагилнији састављач читанки (седам) међу војвођанским Словацима и сви његови уџбеници су доживели неколико издања. Поред рада у основној школи предавао је и у Вечерњој пољопривредној школи. 
Био је један од иницијатора изградње Словачког дома а 1923. године обновио је Словачку читаоницу и био њен секретар. Фердо Клаћик истрајавао је у томе да Стара Пазова постане културни центар Чеха и Словака у Краљевини Југославији, био први редитељ дечијих представа, писао је дечије драме и издавао дечији часопис Зорничка. Године 1933. заједно са породицом одлази у Борово насеље где га је позвао чешки фабрикант Бата да ради у новој школи. Након окупације Југославије и стварања Независне државе Хрватске 1941. отпуштен је и премештен у Чепин. 
У Стару Пазову се враћа тешко болестан и повлачи се из јавног живота. Преминуо је јула 1944. године а сахрањен је на старопазовачком гробљу.
Са супругом Олгом имао је троје деце - две ћерке и сина.